# Dofus : Aux trésors de Kerubim
 (décembre 2018).
Dofus : Aux trésors de Kerubim est une série télévisée d'animation d'origine française qui compte 52 épisodes d'environ 13 minutes, diffusée à partir du 5 janvier 2013 sur France 3 dans l'émission Ludo. La série est une production Ankama Animations, en collaboration avec France Télévisions et avec la participation du Centre national du cinéma et de l'image animée. Cette animation s'adresse principalement aux enfants de 6 à 12 ans.

## Auteurs
Sauf indication contraire, les informations mentionnées dans cette section peuvent être confirmées par la base de données cinématographiques IMDb,  présente dans la section « Liens externes ».
Dofus : Aux trésors de Kerubim a été réalisée globalement par Jean-Jacques Denis, mais certains épisodes de la série ont cependant été réalisé par Denis Bardiau, scénariste et réalisateur français. Bardiau a notamment conçu les épisodes : 19, 20, 25, 28, 31, 33, 43 et 46. La bible graphique est de Sonia Demichelis, Rudyard Heaton et  Fabrice Nzinzi.

## Histoire
L'histoire de Dofus Aux trésors de Kerubim se déroule dans l'univers magique en forme d’œuf imaginé par Ankama, le Krosmoz, pendant l'ère de L’âge des Dofus 200 ans avant l'époque du jeu vidéo Dofus.
Kerubim est le fils du Dieu Ecaflip, tout comme ses petits frères Ush Galesh et Atcham. Il a été recueilli au temple du Dieu Ecaflip en tant qu’orphelin (pensant que ses parents étaient morts) pour recevoir une formation de héros. À la fin de son apprentissage, il a quitté le temple pour poursuivre ses rêves d'aventurier mais il est toujours resté sous la protection de son père, qui a veillé sur lui durant ses nombreuses péripéties. Pendant sa jeunesse, il a accumulé, au cours de ses quêtes, plusieurs objets rares qu'il garde chez lui et qu'il revend en tant qu'antiquaire retraité, spécialisé dans les objets magiques dans sa boutique-maison éponyme « Aux trésors de Kerubim ».
Cette série révèle les aventures inédites de Kerubim Crépin (liés à chaque objet), qu'il raconte à son fils adoptif Joris Jurgen.

## Personnages principaux
Les personnages ont été créés par Sonia Demichelis, concepteur de personnages chez Ankama.
- Kerubim Crépin : sorte de chat blanc anthropomorphe, il est le protagoniste principal de la série. Chaque épisode nous fait découvrir une partie de son histoire et ses aventures.
- Joris Jurgen : c'est un petit garçon de 7 ans, très curieux et qui rêve d'aventure et d'exploration. Il est le fils adoptif de Kerubim et c'est à lui que ce dernier raconte ses aventures.
- Simone : elle est la femme de ménage de Kerubim à Astrub.
- Pupuce : Pupuce est une puce géante et elle est le familier (animal de compagnie) de Joris.
- Luis : c'est un Shushu (démon enfermé dans des objets-prisons) qui a fusionné avec une maison. Sa gardienne officielle est Lou (depuis l'épisode 2).
- Lou : Lou est une aventurière Ouginak, gardienne du Shushu Luis et fiancée à Kerubim.

## Distribution
- Sauvane Delanoë : Joris
- Claire Baradat : Simone
- Jean-Claude Donda : Kerubim
- Pascal Nowak : Kerubim jeune
- Thomas Sagols : Kerubim adolescent
- Jules Tssier-Timmerman : Kerubim enfant
- Barbara Beretta : Lou
- François Siener : Luis
- Sébastien Desjours : Indie Delagrandaventure, L'enemi de Kerubim
- Saïd Amadis : le Dieu Ecaflip
- Laura Blanc : Makra l'orange (saison 1, épisode 9)
- Jean-Jacques Nervest : Kanigroo
- Jérôme Pauwels : Crocosec
- Michel Mella : Tortue Brutale
- Caroline Lallau : Julie
- Pierre François Pistorio : Bashi
- Nathalie Bienaimé : Bashi jeune-enfant
- Bernard Alane : Atcham
- Gilles Morvan : Bob de Bonta
- Kelyan Blanc, Caroline Foy, Adyboo, Jeremy Prévost, Stéphane Ronchewski (Etc...) : Voix Additionnelles

## Liste des épisodes
La première et unique saison de Dofus : Aux trésors de Kerubim, est composée de 52 épisodes, diffusée du 5 janvier 2013 au 1er février 2014 sur France 3.
| Saison 1 : partie 1 | Saison 1 : partie 1            | Saison 1 : partie 2 | Saison 1 : partie 2           |
| ------------------- | ------------------------------ | ------------------- | ----------------------------- |
| 1                   | Kerubim                        | 27                  | Ecaflip City 1                |
| 2                   | Le blues de Luis               | 28                  | Ecaflip City 2                |
| 3                   | Chasse à Truche                | 29                  | Ecaflip City 3                |
| 4                   | Le sablier infernal            | 30                  | Bonta Folie's                 |
| 5                   | Bienvenue chez l'Yech'ti       | 31                  | La pause                      |
| 6                   | Danse contre les Mulous        | 32                  | Une vie de Pupuce             |
| 7                   | Bash squale                    | 33                  | La fontaine de Noffoub        |
| 8                   | La Chichala du Pandawa         | 34                  | Clics claques                 |
| 9                   | La légendaéire Likrône         | 35                  | La panoplie bouftou           |
| 10                  | L'art vivant de Vax            | 36                  | La ceinture Ding-Dong         |
| 11                  | L'Araknacoiffe velue           | 37                  | Les justiciers de Chacharme   |
| 12                  | Le grand Glucid                | 38                  | Dragodingues                  |
| 13                  | Un diamant pour ruby           | 39                  | Le Tulamour                   |
| 14                  | Koalak couac                   | 40                  | Point de départ               |
| 15                  | Keke Rikiki                    | 41                  | L'épée neuf Queues            |
| 16                  | A l'ouest d'Astrub             | 42                  | Le procès                     |
| 17                  | Rage de dent                   | 43                  | Le mélangeur de rêves         |
| 18                  | Le Pyrofuego                   | 44                  | Mon Papycha le Brocanteur     |
| 19                  | Le jugement des Douze          | 45                  | Les justiciers de Chacharme 2 |
| 20                  | Mon pote Bashi                 | 46                  | La fièvre de l'hacienda       |
| 21                  | Un Chacha dans la Lune         | 47                  | Indie                         |
| 22                  | La Pulotte géante              | 48                  | Jeu de rôle                   |
| 23                  | Comme un Pichon dans l'eau     | 49                  | La Gelévision                 |
| 24                  | Arnaques, Crimes et Tentacules | 50                  | Charme fatale                 |
| 25                  | SOS aventures                  | 51                  | Piège à grande chaleur        |
| 26                  | Mystère et boule de poils      | 52                  | Au revoir                     |

## Romans
La série télévisée Dofus : Aux trésors de Kerubim a été adaptée en une série homonyme de romans jeunesse. Elle est  composée de cinq tomes écrits par Christophe Lambert et publiés chez Bayard de 2014 à 2015.